# Fosse no 10 - 20 des mines de Courrières
La fosse no 10 - 20 dite Schneider-Landrieu de la Compagnie des mines de Courrières est un ancien charbonnage du Bassin minier du Nord-Pas-de-Calais, situé à Billy-Montigny. Le fonçage du puits no 20 est commencé le 24 avril 1899, et la fosse commence à produire dès l'année suivante. Elle n'est pas touchée le samedi 10 mars 1906 par la Catastrophe de Courrières, mais joue un rôle actif dans les opérations de sauvetage. Des cités sont établies à proximité de la fosse, sur les territoires de Billy-Montigny et de Rouvroy, ainsi qu'une école. Le puits no 20 est commencé en 1911. La fosse est, comme les autres fosses de la compagnie, détruite durant la Première Guerre mondiale. À la reconstruction, le puits no 10 est doté d'un nouveau chevalement de type « cocotte » alors que le puits no 20 reçoit un chevalement en poutrelles métalliques. Les terrils nos 104 et 104A sont édifiés au sud de la fosse, le premier est conique, le second est plat. Un terril cavalier no 239 relie les terrils à la ligne de Lens à Ostricourt.
La Compagnie des mines de Courrières est nationalisée en 1946, et intègre le Groupe d'Hénin-Liétard. La fosse no 10 - 20 est concentrée en 1953 sur la fosse no 6 - 14, et cesse d'extraire. Ses puits sont remblayés en 1955, et les chevalements sont détruits l'année suivante. Les terrils nos 104 et 104A sont exploités, le second l'est en intégralité. Des lotissements sont construits sur la partie occidentale du carreau de fosse, à la place des installations ferroviaires.
Au début du XXIe siècle, Charbonnages de France matérialise les têtes des puits nos 10 et 20. De nombreux bâtiments sont encore présents. Les cités ont été rénovées. Des lotissements ont été construits sur le site du terril no 104A à la fin des années 2000. La cité de corons de la fosse no 10 a été classée le 30 juin 2012 au patrimoine mondial de l'Unesco.

## La fosse

### Fonçage
Trois ans après avoir commencé les travaux de la fosse no 9 à Harnes, la Compagnie des mines de Courrières entreprend le 24 avril 1899 les travaux de fonçage du puits de la fosse no 10 à Billy-Montigny. Cette nouvelle fosse est située au sud de la ligne de Lens à Ostricourt, et à 442 mètres au sud-sud-est de la fosse no 2, commencée quarante-cinq ans plus tôt.

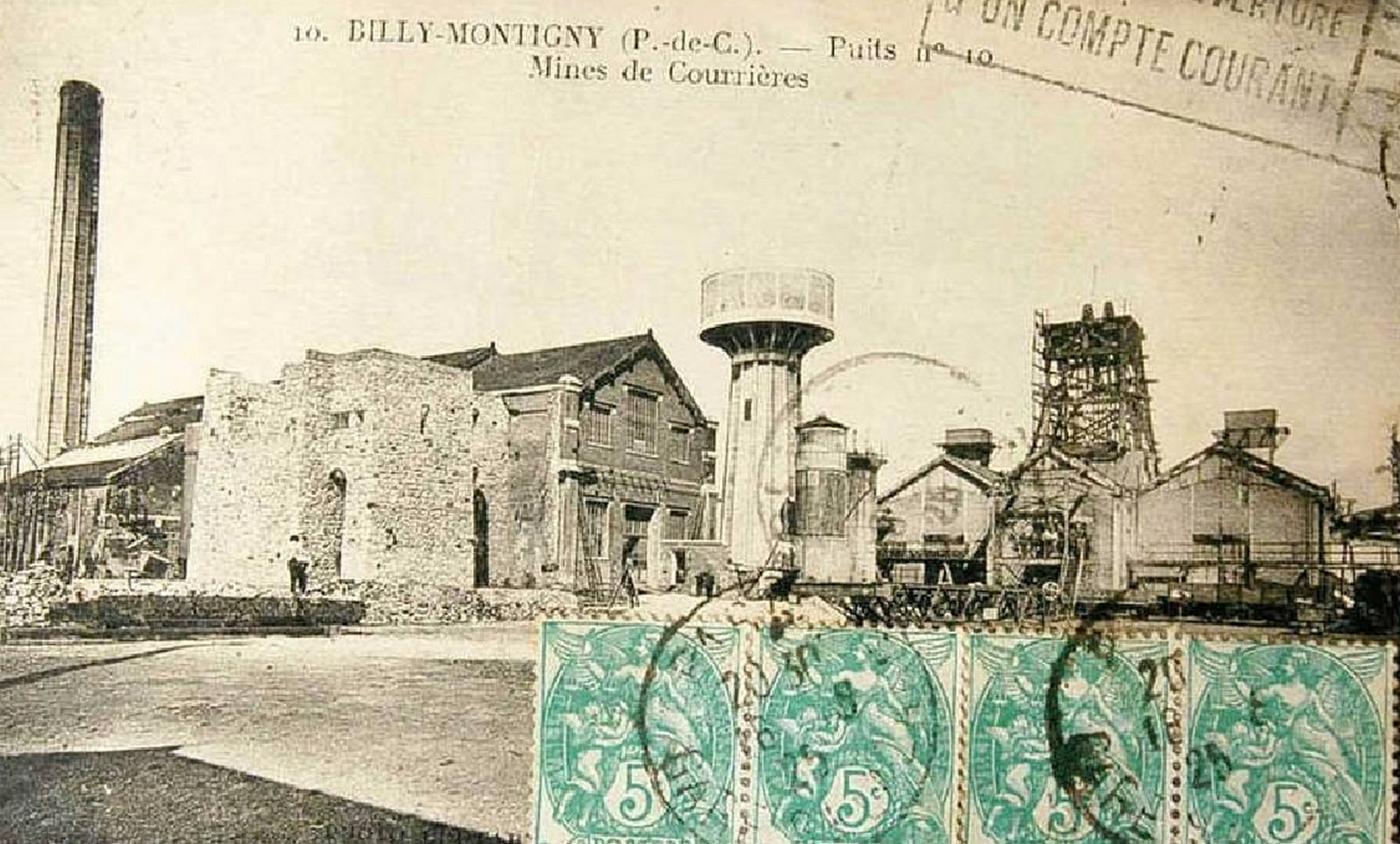
La reconstruction.

L'orifice du puits est situé à l'altitude de 37 mètres. Le terrain houiller est atteint à la profondeur de 151 mètres. La fosse est baptisée Schneider-Landrieu.

### Exploitation
La fosse commence à extraire en 1900. Elle est la fosse la plus australe de la compagnie. Malgré sa proximité avec la fosse no 2, la fosse no 10 n'est pas touchée le samedi 10 mars 1906 par la Catastrophe de Courrières,, mais joue un rôle actif dans les opérations de sauvetage.
Le puits no 20 est commencé en 1911, à 80 mètres au nord-nord-est du puits no 10. La fosse est détruite durant la Première Guerre mondiale.
La Compagnie des mines de Courrières est nationalisée en 1946, et intègre le Groupe d'Hénin-Liétard. En 1953, la fosse no 10 - 20 est concentrée sur la fosse no 6 - 14, sise à Fouquières-lez-Lens à 1 512 mètres au nord. La fosse no 10 - 20 cesse alors d'extraire, son criblage et son lavoir sont arrêtés, et les puits nos 10 et 20, respectivement profonds de 673 et 546 mètres, sont remblayés en 1955. Les deux chevalements sont détruits, alors qu'une partie des bâtiments a été conservée. Des lotissements sont construits sur la partie occidentale du carreau de fosse, à la place des installations ferroviaires.

### Reconversion
Au début du XXIe siècle, Charbonnages de France matérialise les têtes des puits nos 10 et 20. Le BRGM y effectue des inspections chaque année. Le carreau de fosse est occupé par des entreprises. Il subsiste de nombreux bâtiments dont la salle des machines, l'écurie, le bâtiment des transformateurs, les bains-douches des ouvriers et les bains-douches des ingénieurs, les bureaux et les magasins,. L'APPHIM envisage sur le site la création d'un centre pédagogique sur le traitement du charbon.

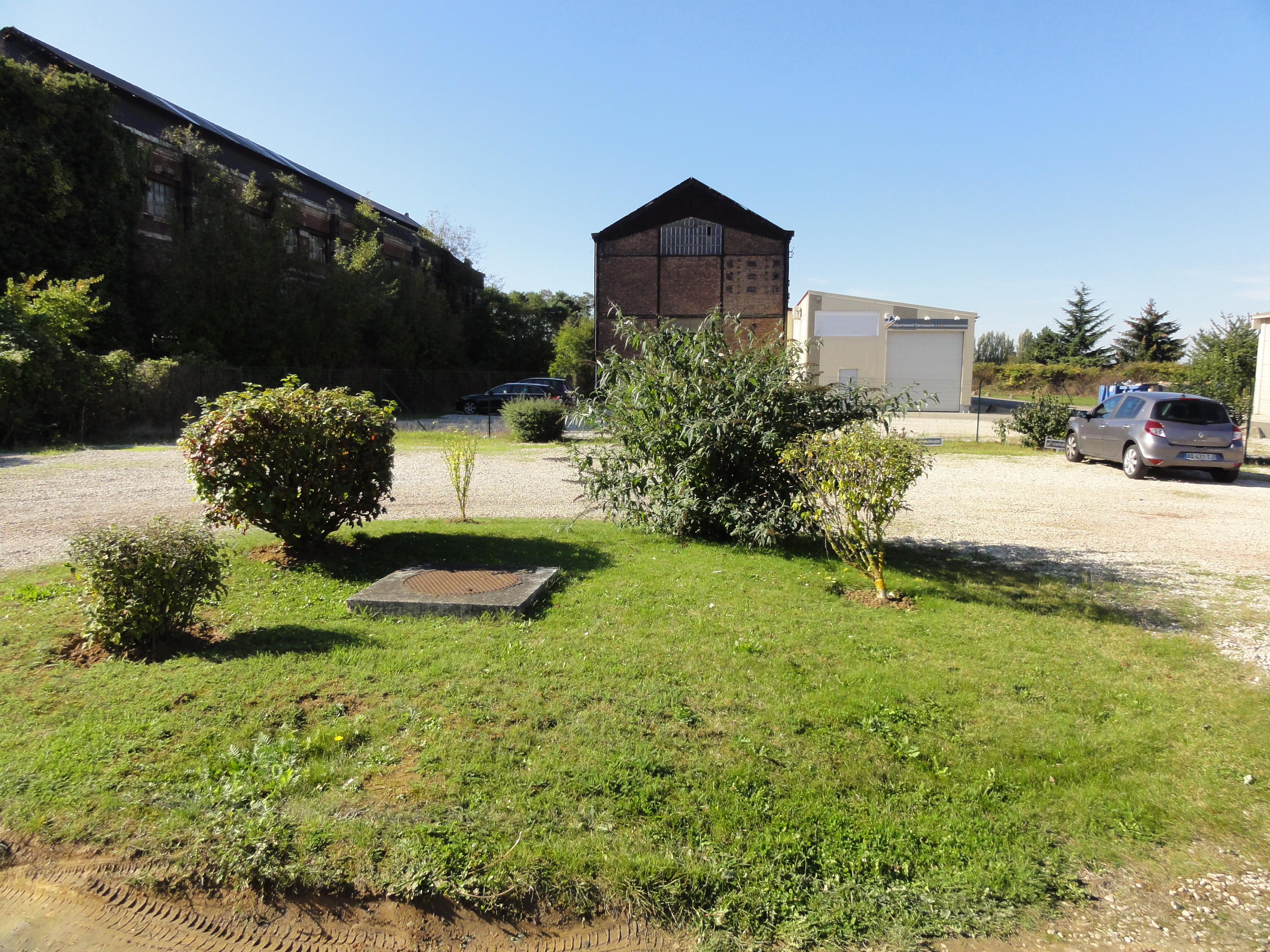
Le puits no 20 dans son environnement.
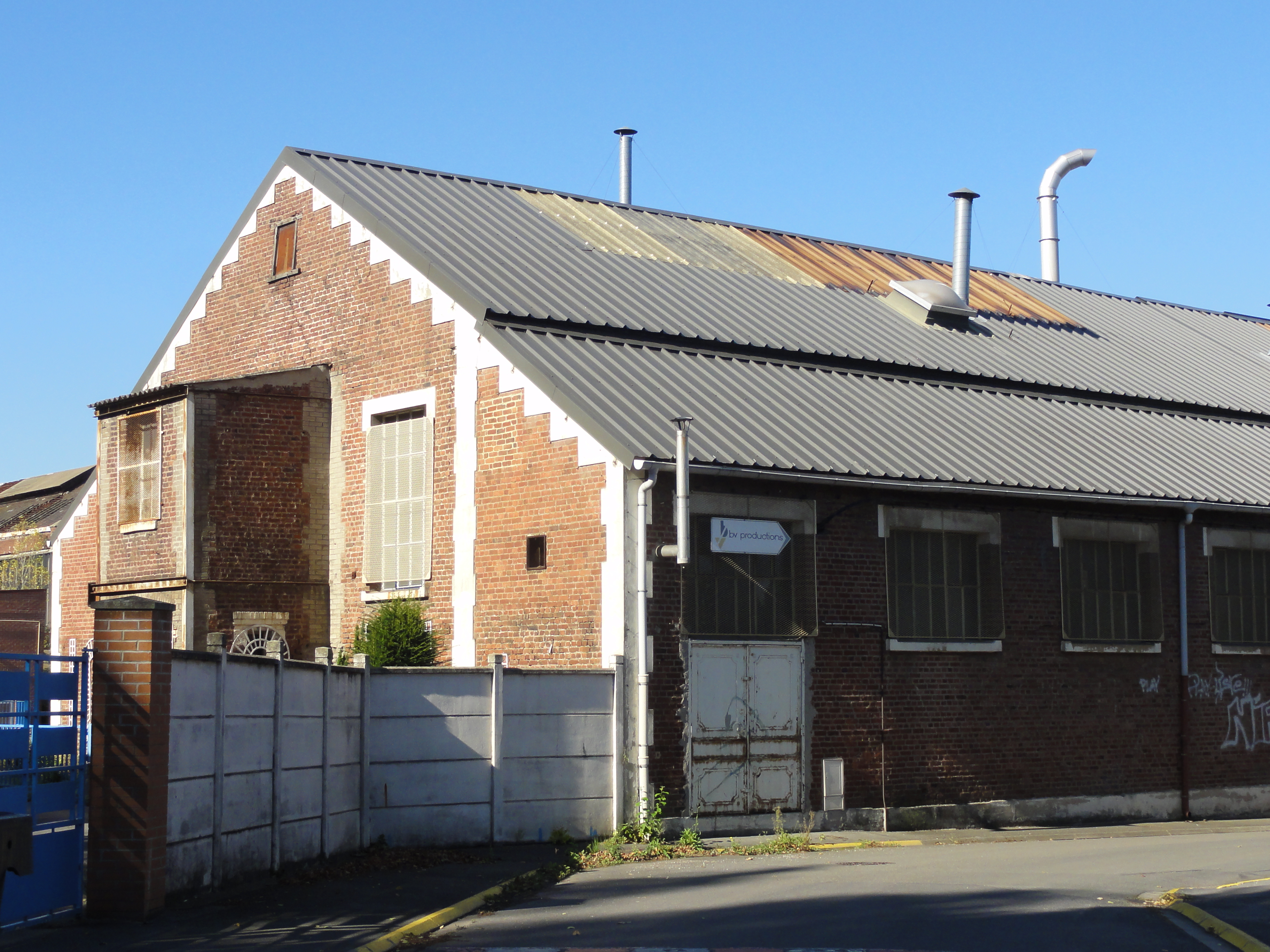
Les bains-douches ouvriers.
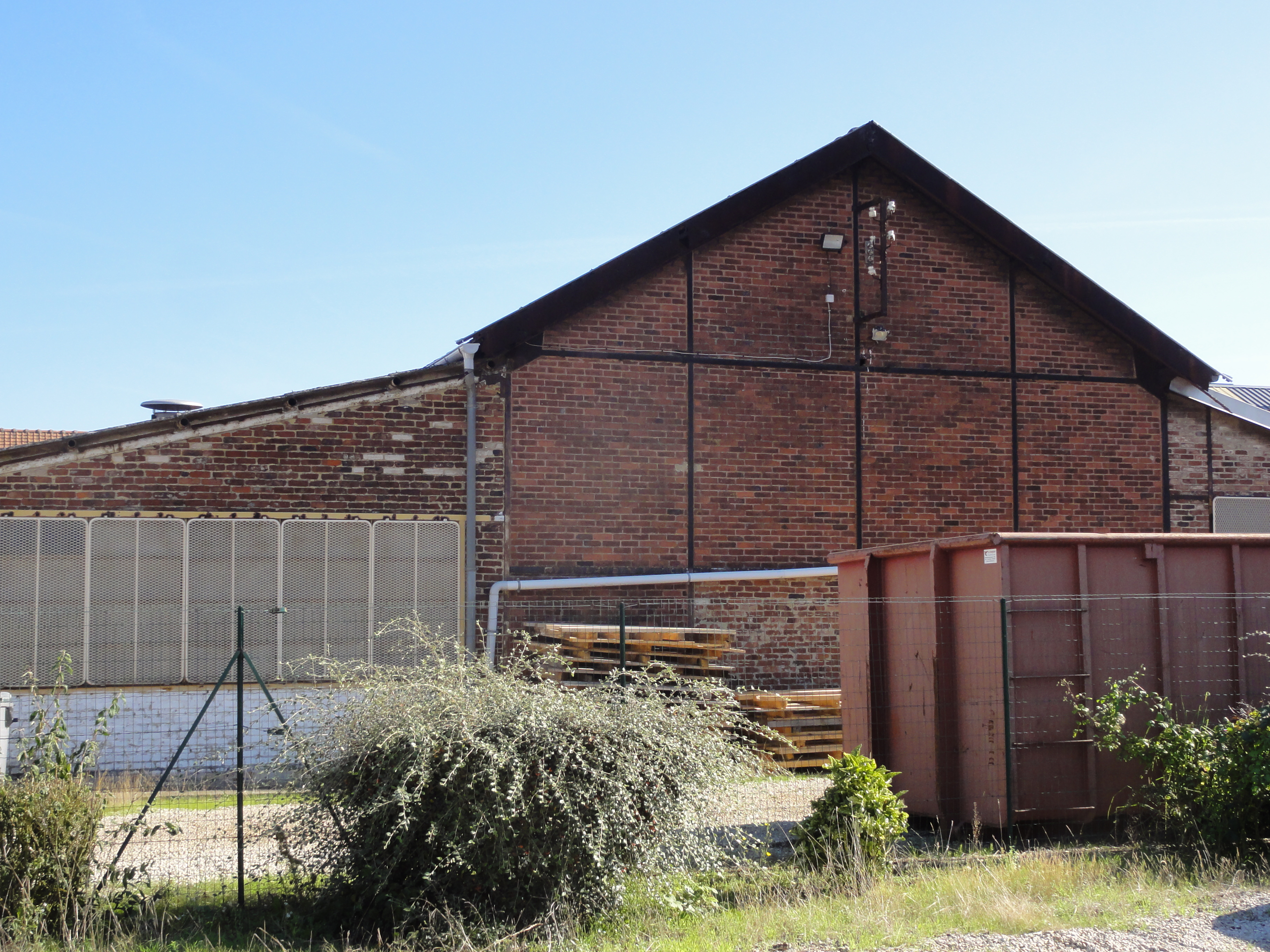
Les ateliers.
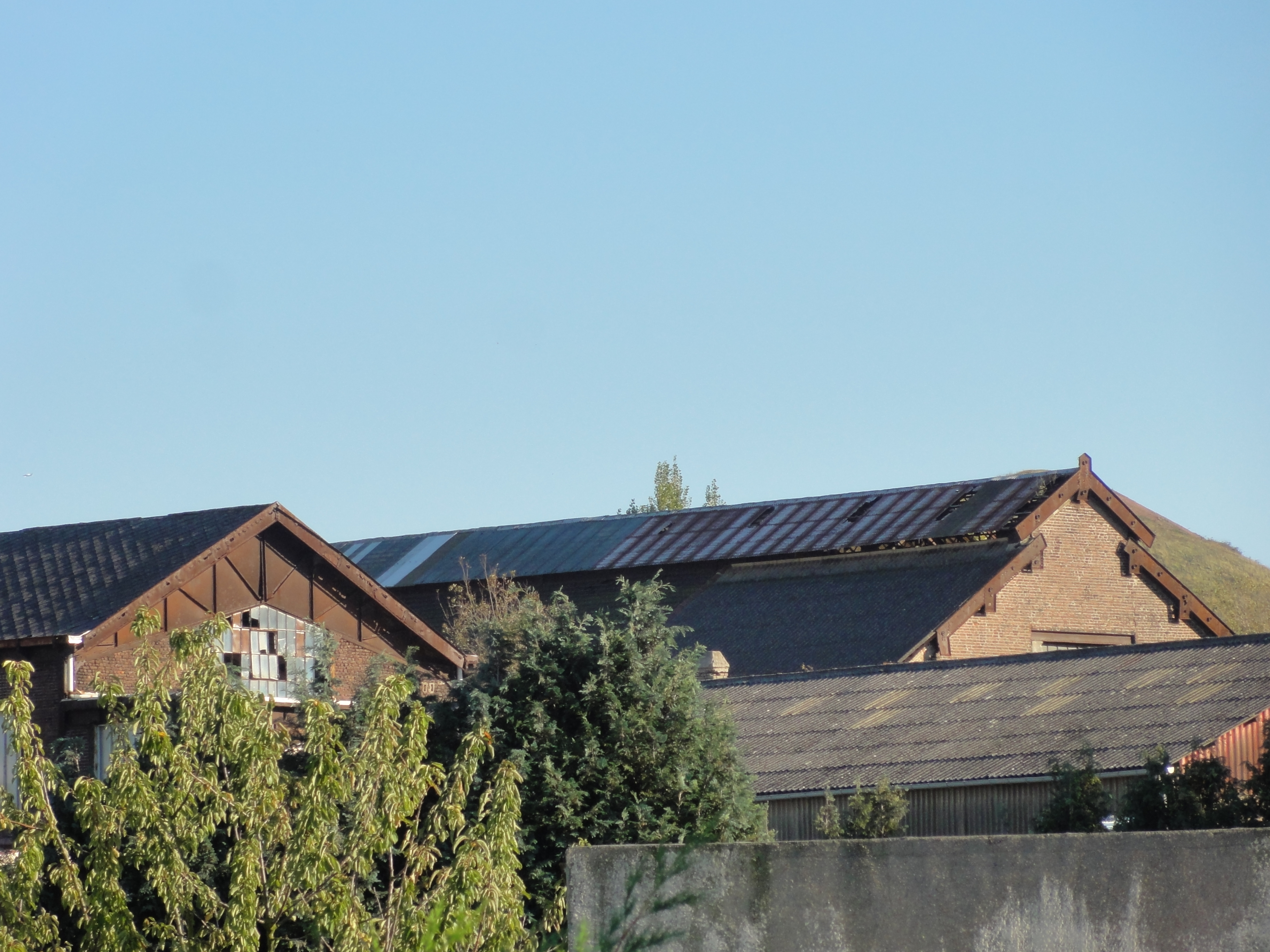
Le bâtiment des transformateurs et la salle des machines.
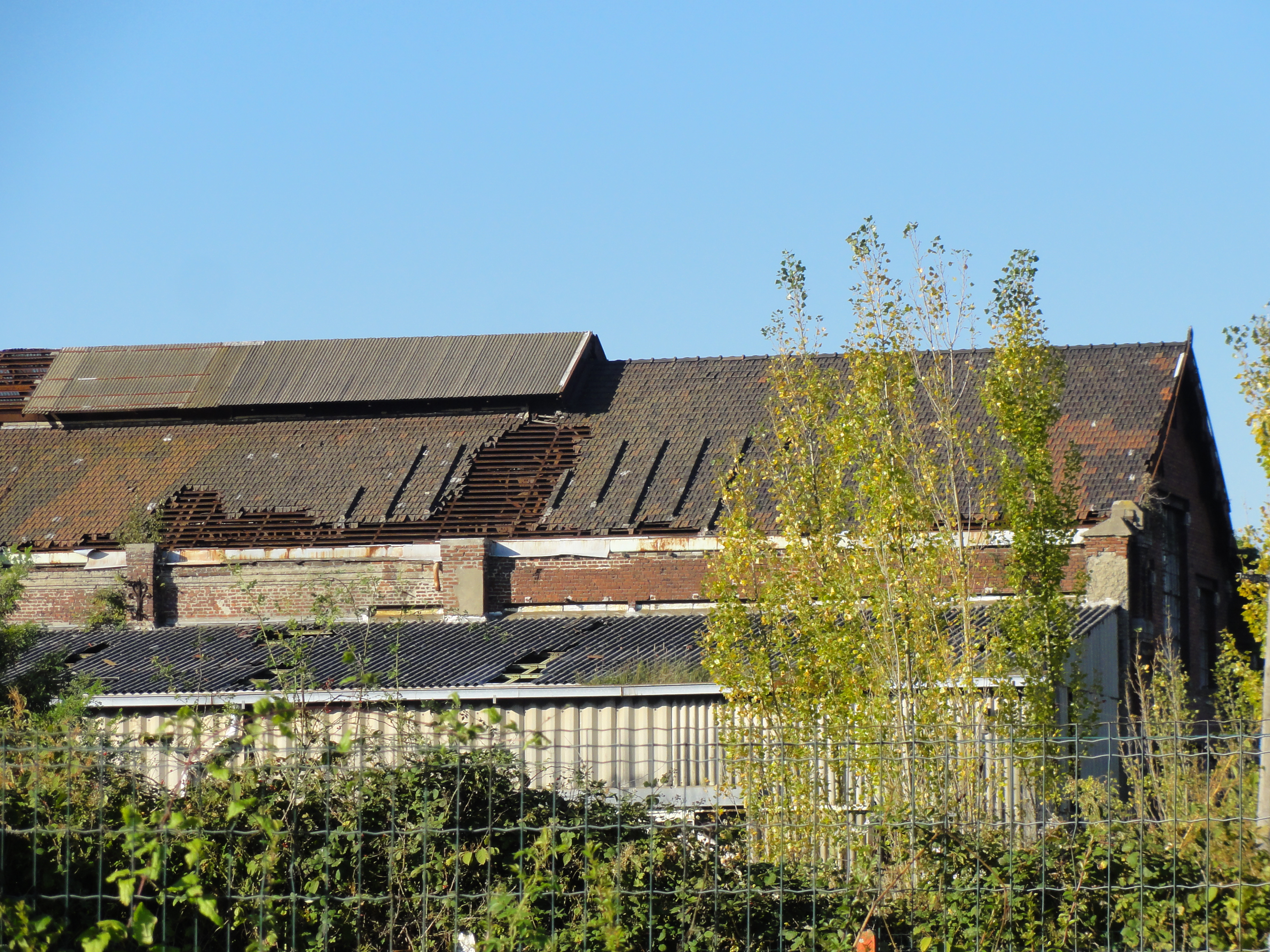
La salle des machines.
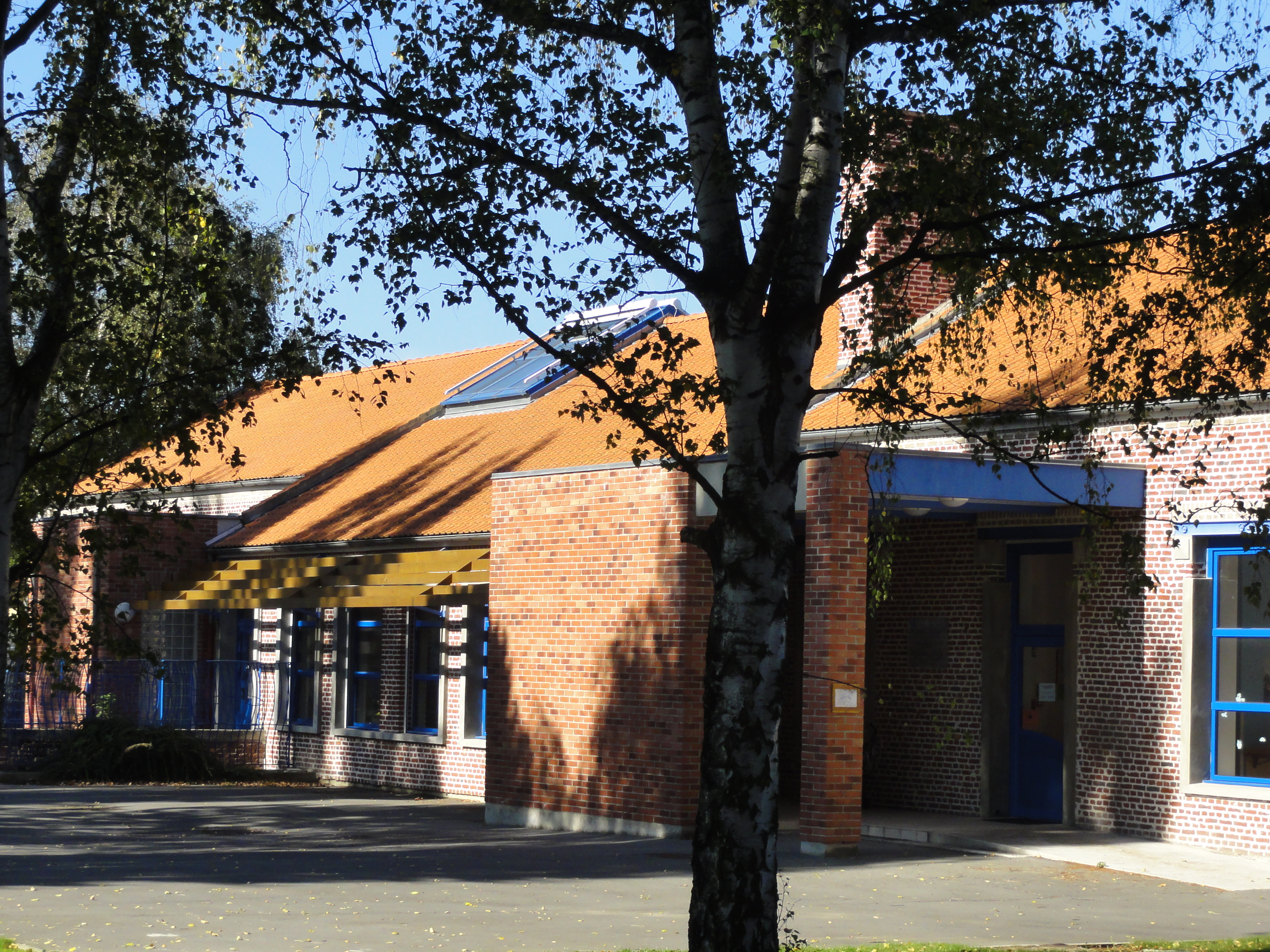
Les bureaux et les locaux sociaux.

## Les terrils

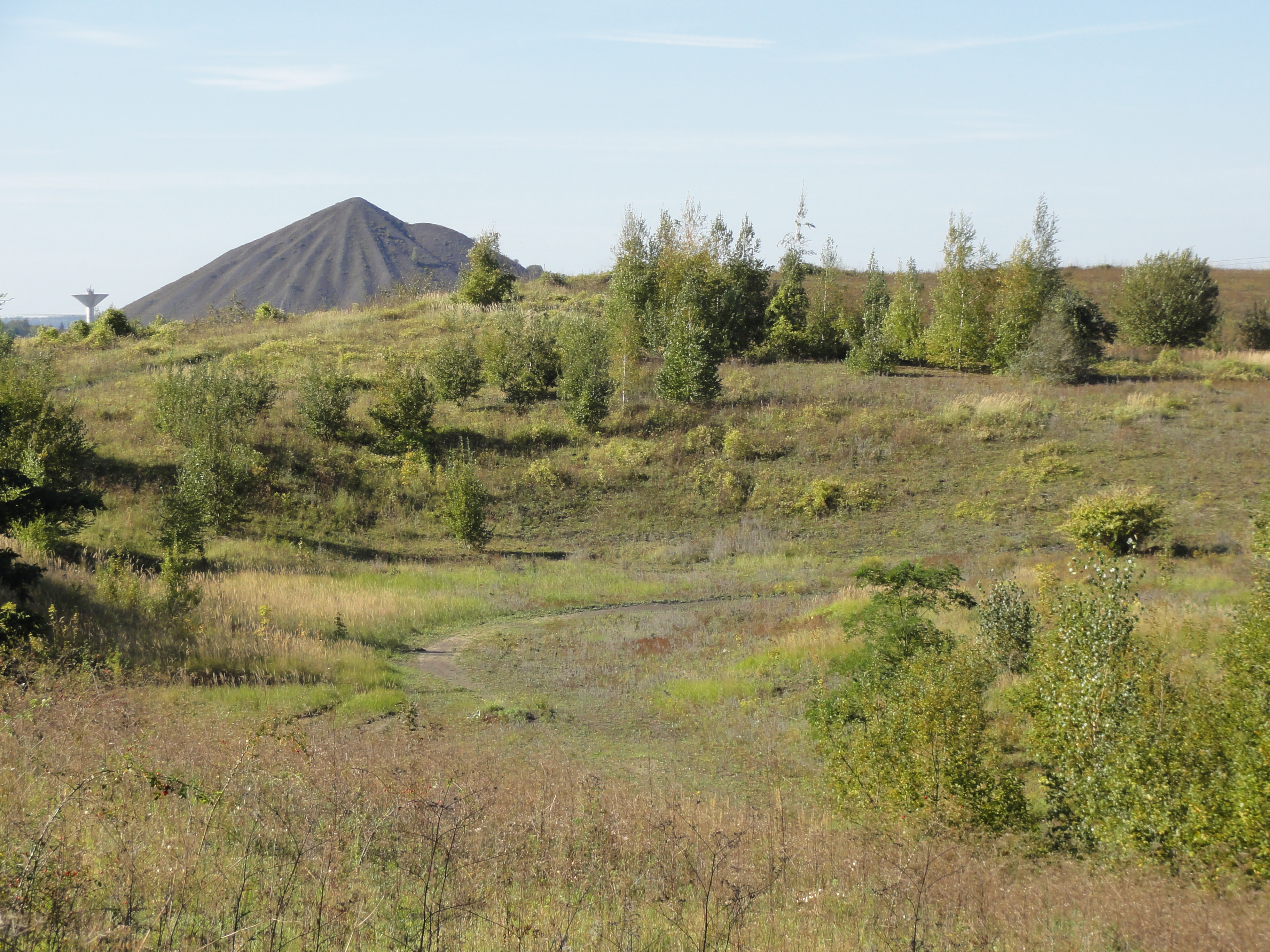
Le terril no 104.

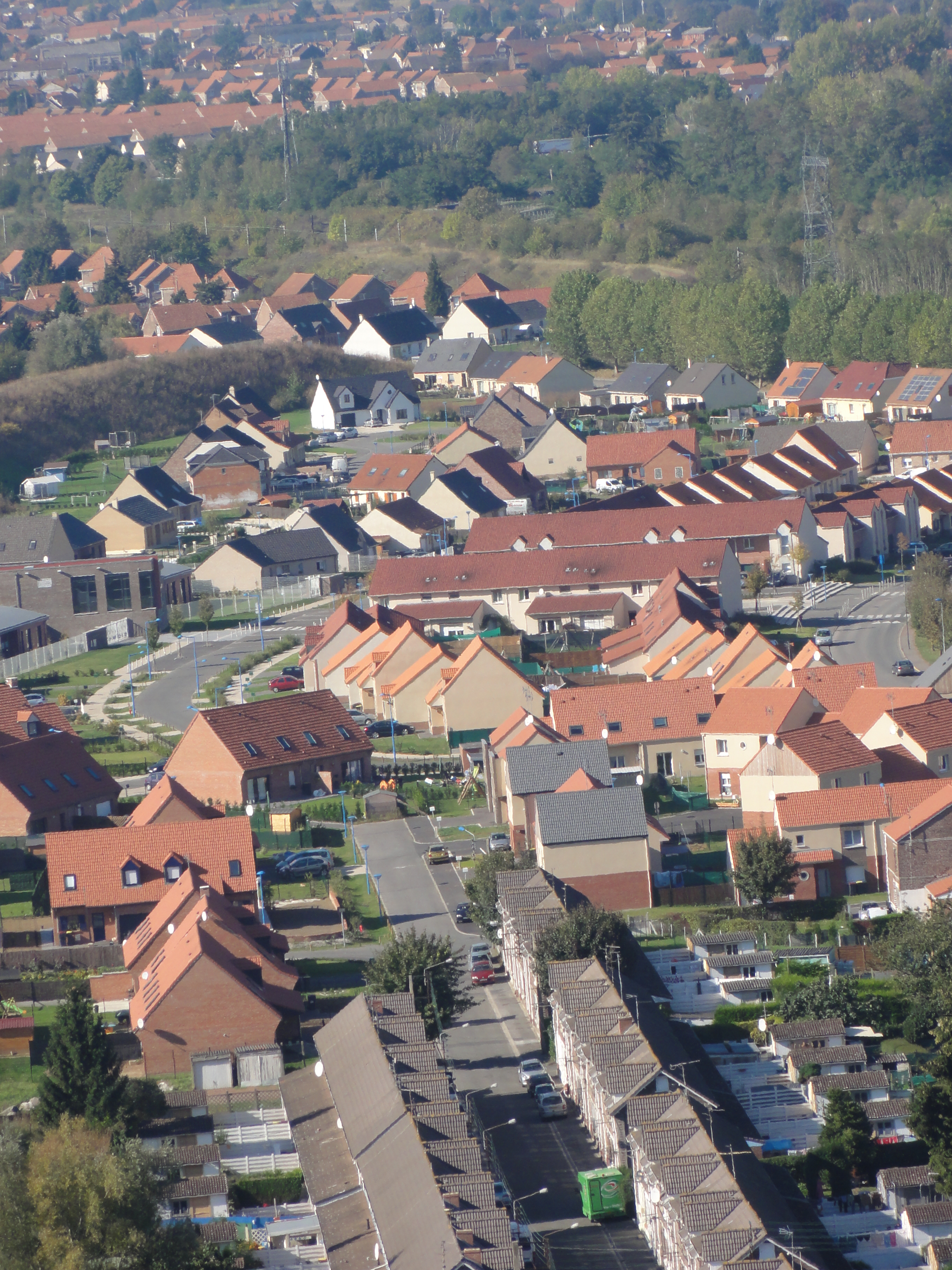
Le site du terril no 104A.

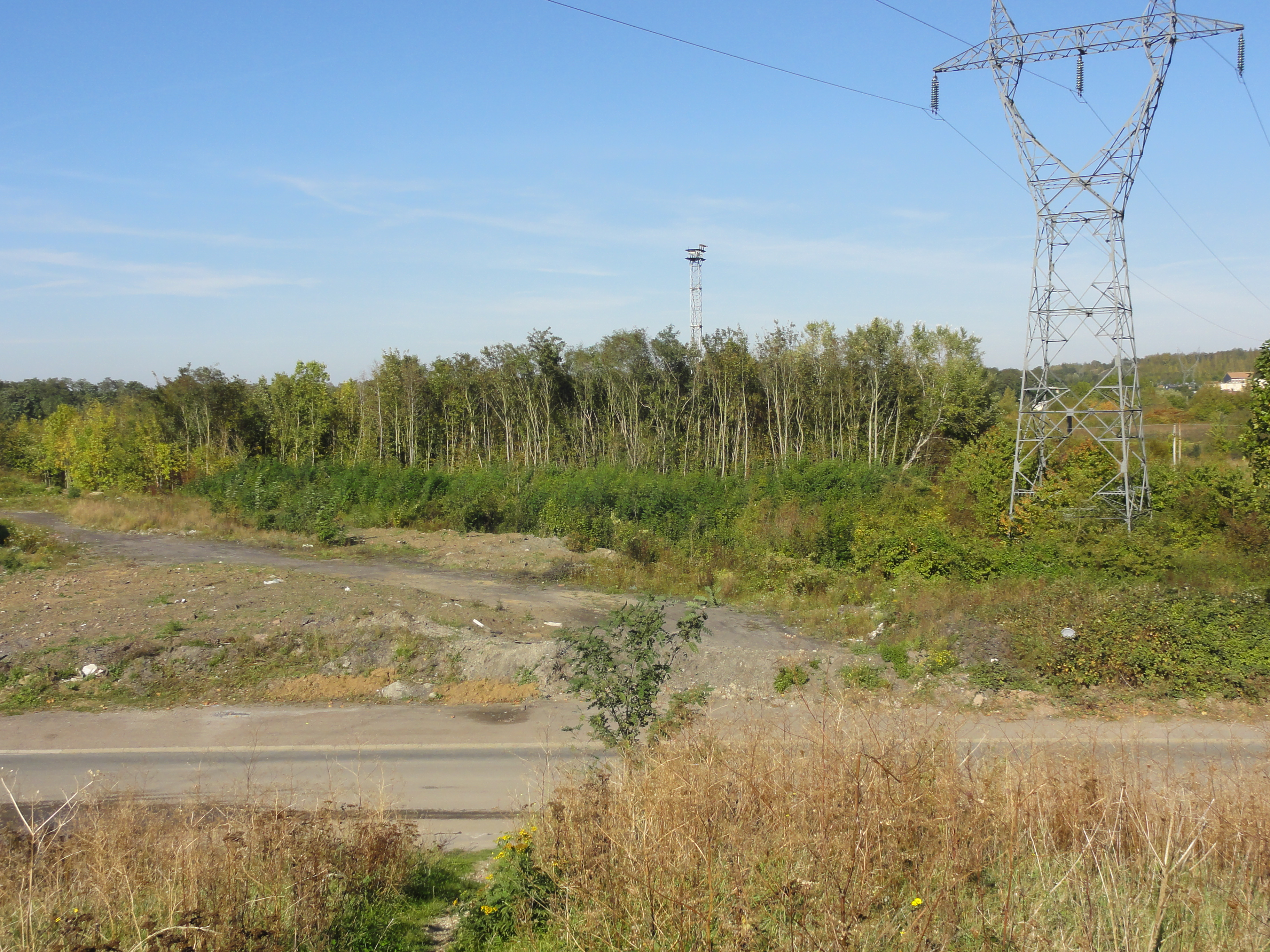
Le terril no 239.

Trois terrils résultent de l'exploitation de la fosse no 10 - 20.

### Terrilno104, 10 Sud de Courrières sud
50° 24′ 36″ N, 2° 53′ 56″ E
Le terril no 104, 10 Sud de Courrières sud, situé à Billy-Montigny et Rouvroy, alimenté par la fosse no 10 - 20, était un terril conique haut de 75 mètres qui a été quasiment entièrement exploité. Il en subsiste l'assise, sur 14,5 hectares. Il est situé au sud du terril no 104A, disparu.

### Terrilno104A, 10 Sud de Courrières nord
50° 24′ 45″ N, 2° 54′ 03″ E
Le terril no 104A, 10 Sud de Courrières nord, disparu, situé à Billy-Montigny, était le terril plat de la fosse no 10 - 20. Il a été intégralement exploité, et des lotissements ont été construits dessus à la fin des années 2000. Il était établi sur 6,2 hectares.

### Terrilno239, Cavalier du 10
50° 24′ 52″ N, 2° 53′ 57″ E
Le terril no 239, Cavalier du 10, situé à Billy-Montigny, est un terril cavalier qui relie les terrils nos 104 et 104A à la ligne de Lens à Ostricourt.

## Les cités
Des cités ont été bâties à proximité de la fosse, sur les territoires de Billy-Montigny et de Rouvroy. La cité de corons de la fosse no 10 fait partie des 353 éléments répartis sur 109 sites qui ont été classés le 30 juin 2012 au patrimoine mondial de l'Unesco. Elle constitue une partie du site no 48.

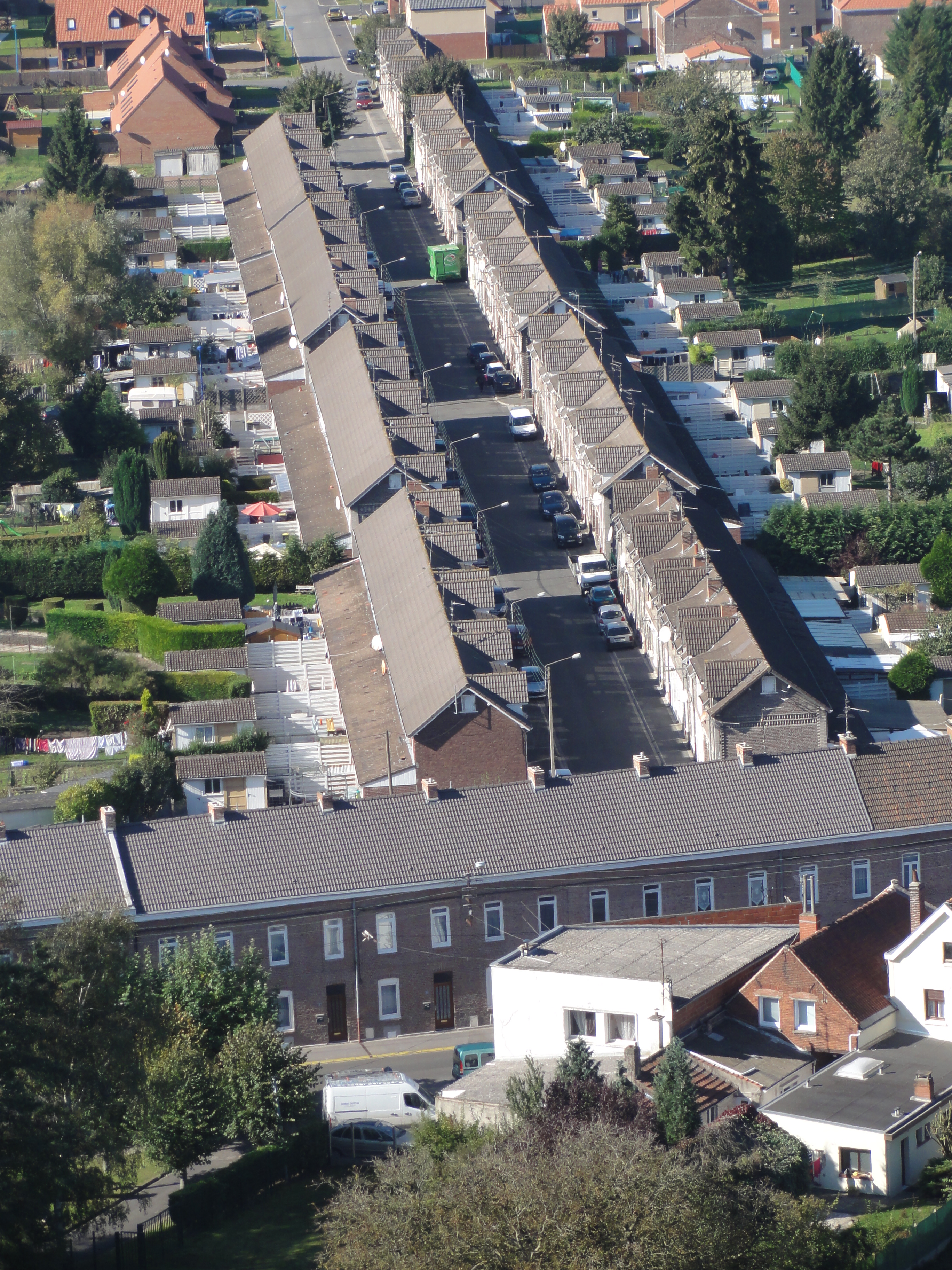
Des corons, à Rouvroy.
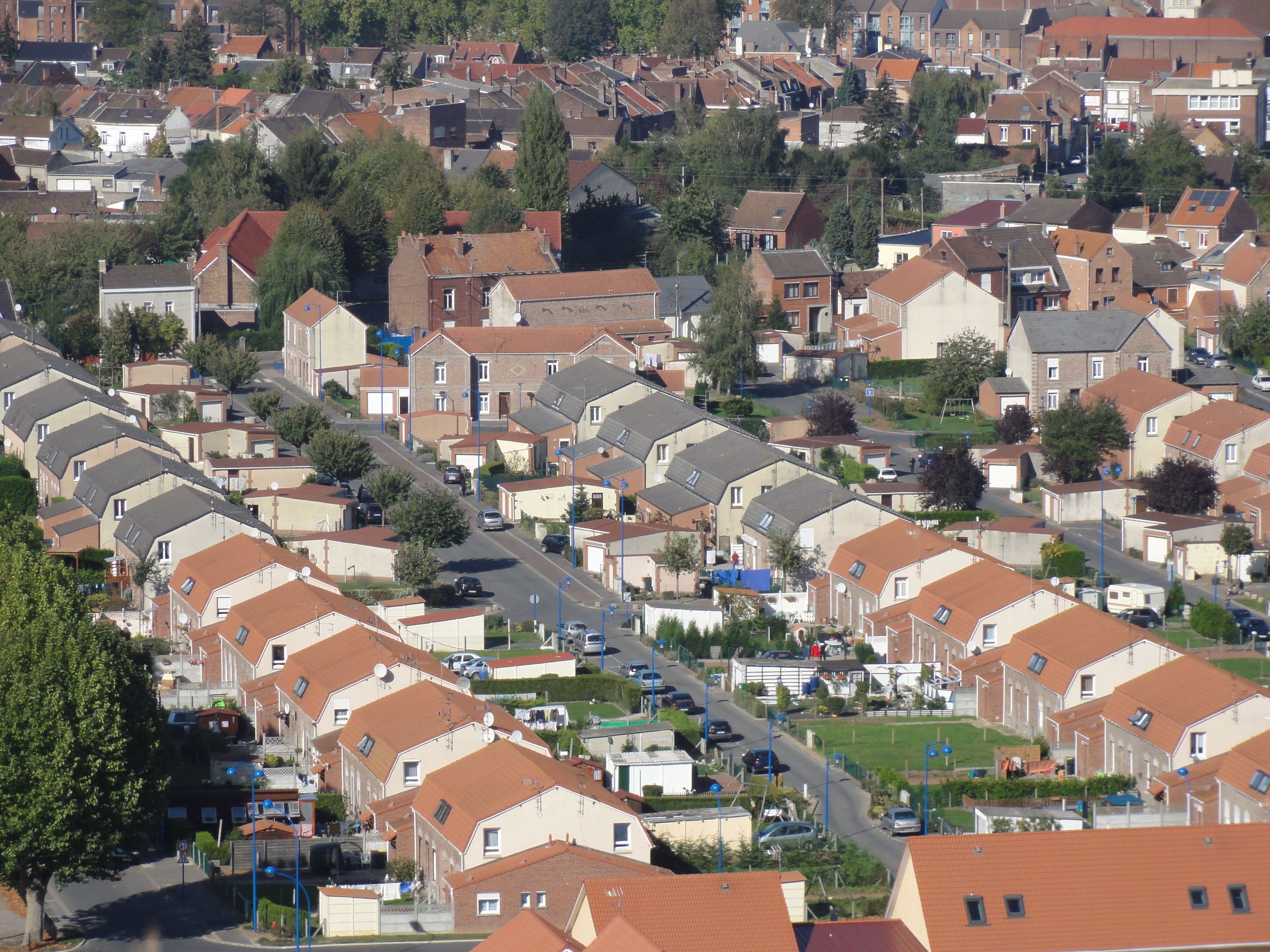
Des habitations rénovées, à Billy-Montigny.
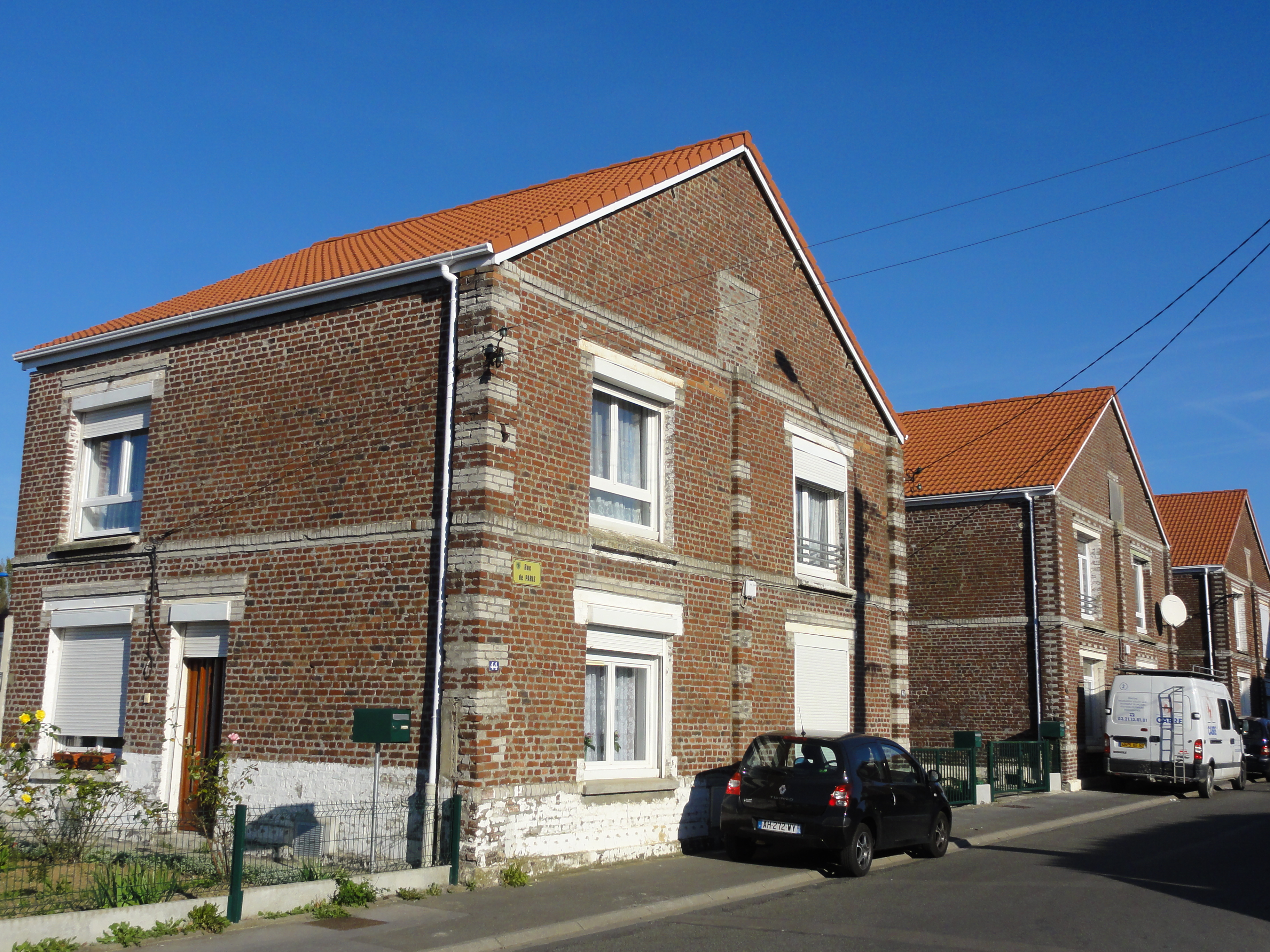
Des habitations groupées par deux.
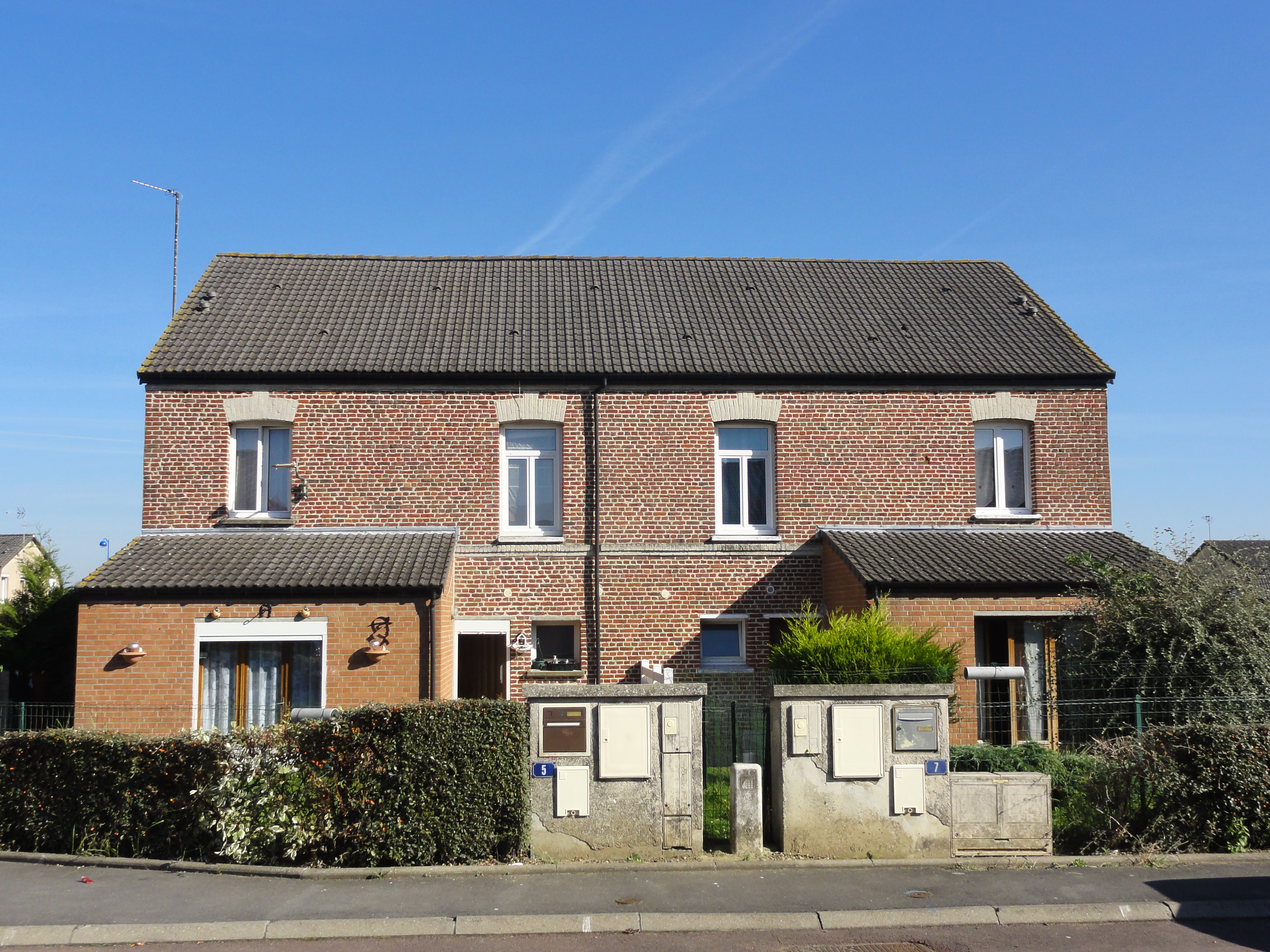
Des habitations groupées par deux.
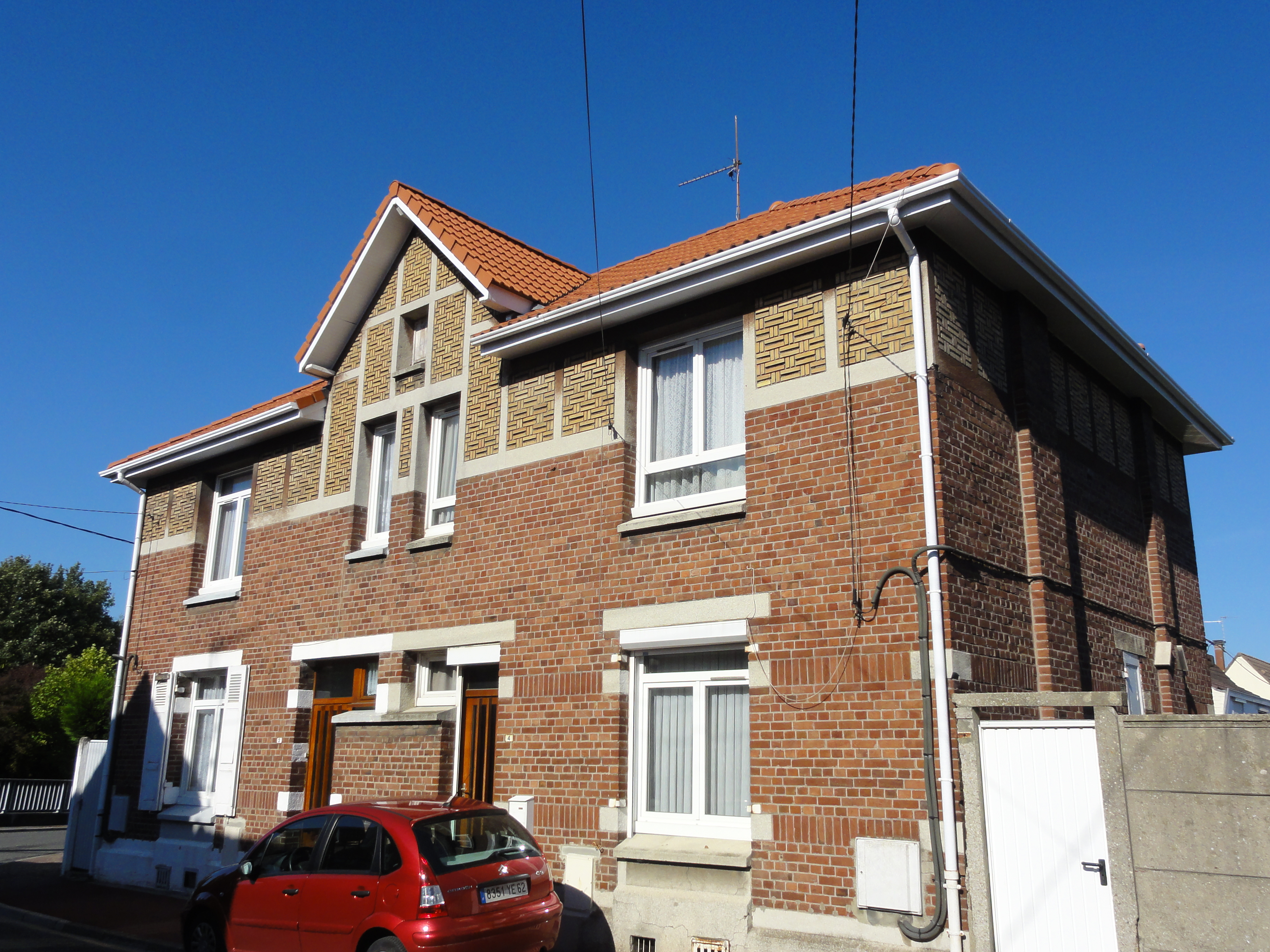
Des habitations groupées par deux.
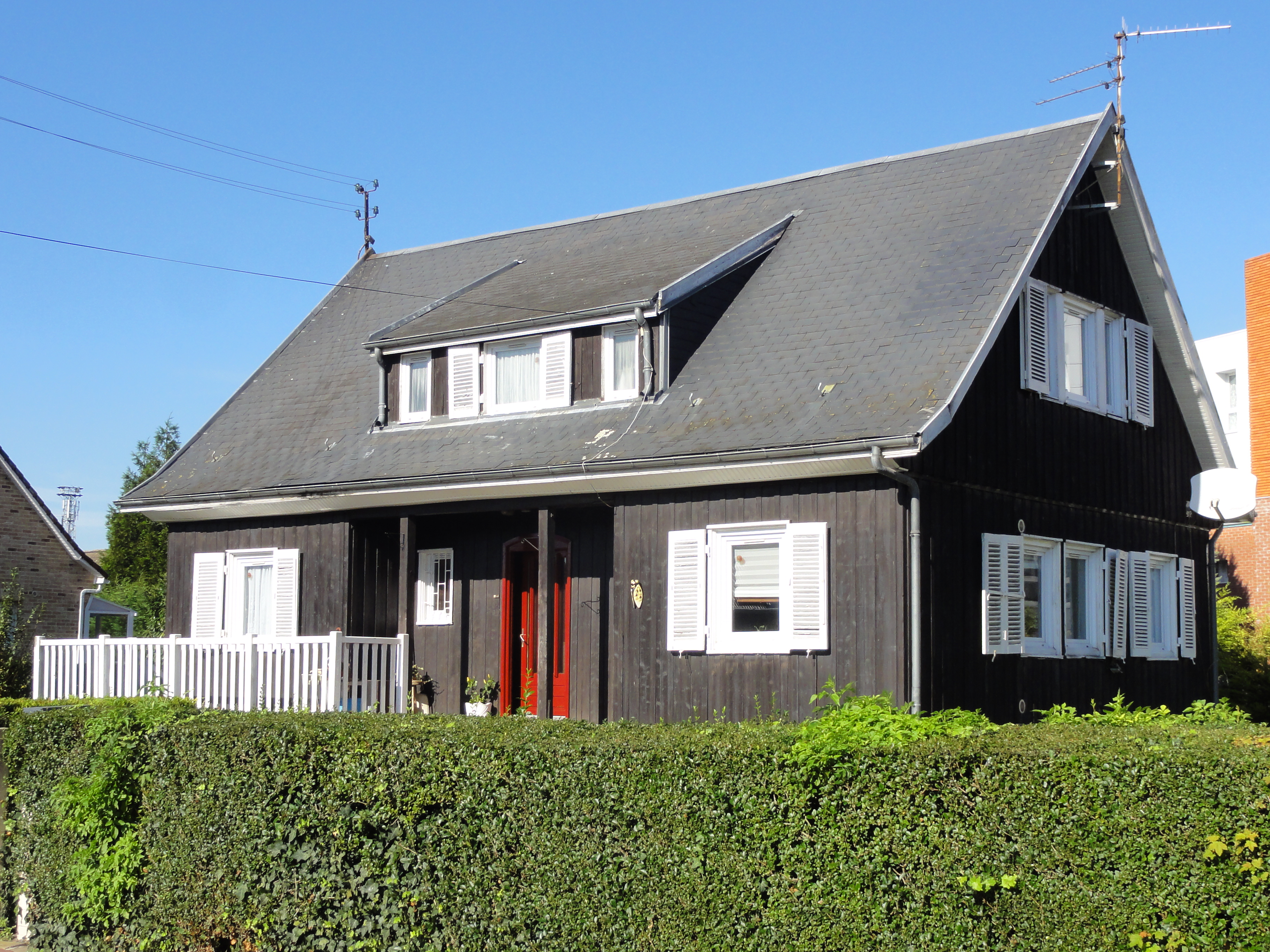
Une habitation post-Nationalisation.

### Les écoles

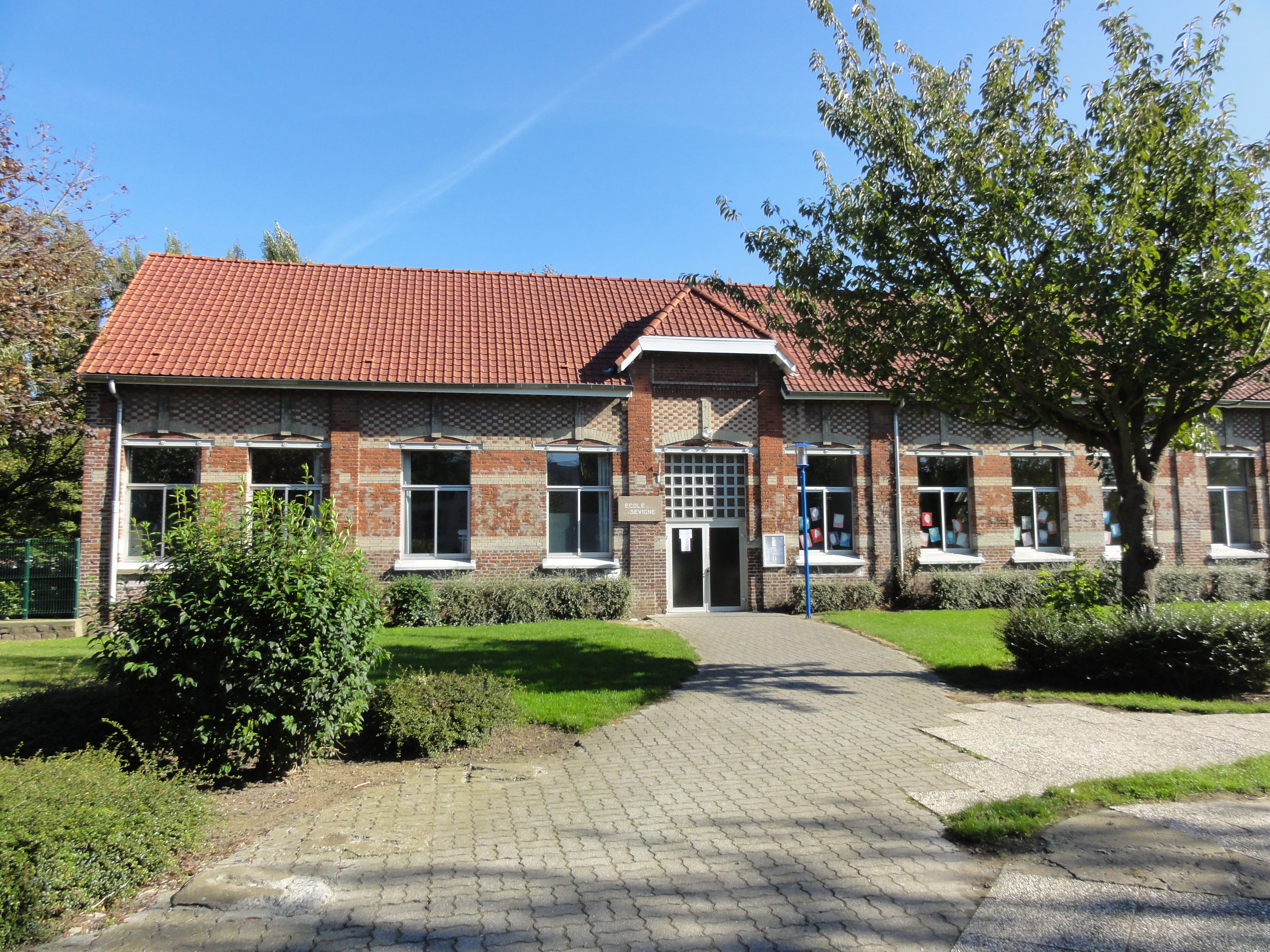
Les écoles.

50° 24′ 51″ N, 2° 54′ 50″ E
Des écoles ont été bâties à Billy-Montigny près des cités de la fosse no 10 - 20.